# George Bastl
George Edward Bastl (Ollon, 1 de abril de 1975) é um ex-tenista profissional suíço.

## Simples (4 títulos)
| Legenda                |
| ---------------------- |
| Grand Slam (0)         |
| Tennis Masters Cup (0) |
| ATP Masters Series (0) |
| ATP Tour (0)           |
| Challengers (4)        |

| N. | Data | Torneio    | Piso    | Oponente        | Placar        |
| -- | ---- | ---------- | ------- | --------------- | ------------- |
| 1. | 1999 | Eckental   | Carpete | Petr Luxa       | 7–6, 4–6, 6–4 |
| 2. | 1999 | Nuembrecht | Carpete | Martin Damm     | 7–6, 6–3      |
| 3. | 2001 | Helsinki   | Carpete | Ota Fukárek     | 6–4, 4–6, 6–4 |
| 4. | 2004 | Milan-1    | Carpete | Alexander Waske | 7–6, 6–4      |

### Vices (6)
| N. | Data | Torneio    | Piso     | Oponente           | Placar        |
| -- | ---- | ---------- | -------- | ------------------ | ------------- |
| 1. | 1998 | Andorra    | Duro (I) | Justin Gimelstob   | 3–6, 6–2, 6–7 |
| 2. | 1999 | Tashkent   | Duro     | Nicolas Kiefer     | 4–6, 2–6      |
| 3. | 2003 | León       | Duro     | Alex Bogomolov     | 6–7, 7–6, 4–6 |
| 4. | 2005 | Wrexham    | Duro (I) | Vladimir Voltchkov | 6–4, 4–6, 3–6 |
| 5. | 2005 | Luxemburgo | Duro (I) | Christophe Rochus  | 2–6, 6–3, 1–6 |
| 6. | 2008 | Fergana    | Duro     | Pavel Šnobel       | 5–7, 3–6      |

### Singles
| Grand Slam         |       |       |       |       |       |       |       |       |       |       |       |       |       |       |       |       |        |      |
| Australian Open    | A     | A     | A     | A     | 1R    | 1R    | Q3    | A     | Q2    | A     | A     | Q2    | A     | Q1    | A     | A     | 0 / 2  | 0–2  |
| Aberto da França   | A     | A     | A     | Q2    | 1R    | Q2    | Q2    | Q2    | A     | Q2    | Q1    | Q1    | A     | Q1    | A     | A     | 0 / 1  | 0–1  |
| Wimbledon          | A     | A     | A     | A     | 1R    | Q1    | 3R    | Q1    | A     | 1R    | Q3    | Q1    | Q1    | A     | A     | A     | 0 / 3  | 2–3  |
| US Open            | A     | A     | Q2    | 2R    | 1R    | 2R    | Q2    | Q2    | A     | 1R    | 1R    | Q1    | A     | Q1    | A     | A     | 0 / 5  | 2–5  |
| Total V-D          | 0 / 0 | 0 / 0 | 0 / 0 | 0 / 1 | 0 / 4 | 0 / 2 | 0 / 1 | 0 / 0 | 0 / 0 | 0 / 2 | 0 / 1 | 0 / 0 | 0 / 0 | 0 / 0 | 0 / 0 | 0 / 0 | 0 / 11 | 4–11 |
| Ranking fim de ano | 437   | 293   | 194   | 85    | 105   | 115   | 160   | 277   | 201   | 128   | 173   | 464   | 233   | 523   | 707   |       |        |      |